# Wulfstan II, arcivescovo di York
Wulfstan (... – 28 maggio 1023) è stato un vescovo e letterato inglese.

## Biografia
Fu Vescovo di Londra dal 996 al 1002 ed Arcivescovo di York dal 1002 al 1023; dal 1002 al 1016 fu anche Vescovo di Worcester. Fu il secondo Arcivescovo di York con quel nome ed il primo dei due Vescovi di Worcester con lo stesso nome.
Fu anche noto con il nome di Lupus, traduzione in latino della prima parte del suo nome in inglese antico.
Benedettino, probabilmente aveva qualche legame iniziale con una delle abbazie del Fenland, ma di lui non si sa nulla con certezza prima della nomina a vescovo. Dal 1008 fu consigliere dei re Etelredo e Canuto e ne preparò le leggi; fu probabilmente lui a convincere quest'ultimo a regnare come re cristiano. Il suo interesse ai problemi del governo e all'ordinamento della società è anche dimostrato dall'opera nota come Institutes of Polity, che descrive le responsabilità di tutte le classi, dal re in giù, e definisce i relativi poteri di chiesa e stato.
Con uno stile molto ricercato e cogente, scrisse numerosi sermoni che (anche a livello retorico) furono precursori dello stile prosaico di John Donne e di Jeremy Taylor. Nel suo Sermo Lupi ad Anglos, prodotto nel 1014, Wulfstan descrisse con grande crudezza la situazione anglosassone dell'epoca, analizzando i danni arrecati dall'invasione scandinava dell'Inghilterra. Con un lessico attinente spesso al linguaggio giuridico, Wulfstan suggerisce il pentimento come forma di redenzione dell'intera popolazione inglese dell'epoca. Anche una raccolta di brevi testi detti Bickling homilies, scritti attorno al 970, è opera di Wulfstan. Probabilmente lo stesso Wulfstan tradusse dal latino un romanzo antico riguardante Apollonio di Tiro. Tale romanzo fu ripreso da John Gower nell'opera Confessio Amantis.